# ستانيسلاف كوستوف
ستانيسلاف كوستوف (بالبلغارية: Станислав Костов)‏ هو لاعب كرة قدم بلغاري في مركز الهجوم، ولد في 2 أكتوبر 1991 في بلاغويفغراد في بلغاريا. شارك مع منتخب بلغاريا تحت 21 سنة لكرة القدم. أما مع النوادي، فقد لعب مع سسكا صوفيا وليفسكي صوفيا ونادي بوتيف بلوفديف ونادي بيروي ستارا زاغورا.

## وصلات خارجية
- ستانيسلاف كوستوف على موقع الاتحاد الأوربي (الإنجليزية)
- ستانيسلاف كوستوف على موقع قاعدة بيانات كرة القدم.إي يو (الإنجليزية)
- ستانيسلاف كوستوف على موقع ناشيونال فوتبول تيمز (الإنجليزية)
- ستانيسلاف كوستوف على موقع Soccerway.com (الإنجليزية)
- ستانيسلاف كوستوف على موقع عالم كرة القدم.نت (الإنجليزية)